# Gibellia dothideoides
Gibellia dothideoides — вид грибів, що належить до монотипового роду  Gibellia.